# San Marino Academy 2022-2023
Questa voce raccoglie le informazioni riguardanti il San Marino Academy nelle competizioni ufficiali della stagione 2022-2023.

## Stagione
La stagione del San Marino Academy si apre con l'annuncio dell'arrivo di un nuovo tecnico a rilevare Alain Conte che, dopo aver sostituito Alessandro Recenti dalla 6ª giornata, nella stagione precedente aveva portato la squadra al 3º posto. La guida tecnica viene affidata a Giulia Domenichetti.
In Coppa Italia la corsa si interrompe fin dalle prime battute; inserito nel gruppo A dei gironi eliminatori, affronta, vincendolo 4-3 in trasferta, il primo incontro con il Ravenna, per poi perdere alla terza giornata la partita casalinga con la Sampdoria che si aggiudica il passaggio del turno.

## Divise e sponsor
Il completo da gioco principale del San Marino Academy è completamente di colore azzurro scuro, compresi pantaloncini e calzettoni, con numeri, nomi e delle brevi porzioni di bianco sulle spalle e sull'orlo inferiore della maglia. La seconda maglia è invece completamente rossa, sempre con delle piccole zone bianche negli stessi punti. Il portiere indossa la divisa rossa quando la squadra non è in completo da trasferta oppure una completamente nera con lo stesso pattern. Main sponsor è Marlù gioielli e fornitore delle divise è Macron.
| Casa | Trasferta |

## Rosa
Rosa, ruoli e numeri di maglia tratti dal sito worldfootball.net.
| N. |                       | Ruolo | Calciatrice           |
| -- | --------------------- | ----- | --------------------- |
| 3  | Italia (bandiera)     | D     | Giulia Montalti       |
| 5  | Italia (bandiera)     | D     | Chiara Marenco        |
| 6  | Italia (bandiera)     | D     | Nicole Micciarelli    |
| 7  | Italia (bandiera)     | A     | Giulia Baldini        |
| 8  | Italia (bandiera)     | C     | Giorgia Bertolotti    |
| 9  | San Marino (bandiera) | A     | [Yésica Soledad Menín |
| 9  | Italia (bandiera)     | A     | Zineb Abouziane       |
| 10 | Italia (bandiera)     | C     | Eleonora Petralia     |
| 11 | Italia (bandiera)     | A     | Francesca Papaleo     |
| 13 | Italia (bandiera)     | D     | Rossella Larenza      |
| 14 | Italia (bandiera)     | C     | Viola Brambilla       |
| 15 | Italia (bandiera)     | D     | Martina Amaduzzi      |
| 16 | Italia (bandiera)     | D     | Simona Zito           |
| 17 | Italia (bandiera)     | P     | Francesca Olivieri    |
| 18 | Italia (bandiera)     | D     | Maria Grazia Ladu     |

| N. |                   | Ruolo | Calciatrice         |
| -- | ----------------- | ----- | ------------------- |
| 19 | Italia (bandiera) | A     | Flavia Fancellu     |
| 20 | Italia (bandiera) | D     | Vittoria Gallina    |
| 21 | Italia (bandiera) | C     | Alessia Accornero   |
| 22 | Italia (bandiera) | A     | Martina Tamburini   |
| 24 | Italia (bandiera) | P     | Francesca Montanari |
| 25 | Italia (bandiera) | C     | Beatrice Bonora     |
| 28 | Italia (bandiera) | C     | Gaia Bolognini      |
| 30 | Italia (bandiera) | C     | Swami Giuliani      |
| 31 | Italia (bandiera) | D     | Elena Prinzivalli   |
| 32 | Italia (bandiera) | D     | Francesca Desiati   |
| 43 | Italia (bandiera) | A     | Arianna Marengoni   |
| 44 | Italia (bandiera) | C     | Sofia Pirini        |
| 45 | Italia (bandiera) | A     | Raffaella Barbieri  |
|    | Italia (bandiera) | A     | Chiara Modesti      |

## Calciomercato

### Sessione estiva
| Acquisti | Acquisti           | Acquisti        | Acquisti    |
| R.       | Nome               | da              | Modalità    |
| -------- | ------------------ | --------------- | ----------- |
| P        | Francesca Olivieri | ChievoVerona FM | definitivo  |
| D        | Martina Amaduzzi   | L.F. Jesina     | definitivo  |
| D        | Maria Grazia Ladu  | Torres          | definitivo  |
| D        | Rossella Larenza   | Pink Sport Time | definitivo  |
| D        | Simona Zito        | Palermo         | definitivo  |
| C        | Alessia Accornero  | Torres          | definitivo  |
| C        | Gaia Bolognini     | Fiorentina      | in prestito |
| C        | Eleonora Petralia  | Cesena          | definitivo  |

| Cessioni | Cessioni            | Cessioni           | Cessioni   |
| R.       | Nome                | a                  | Modalità   |
| -------- | ------------------- | ------------------ | ---------- |
| D        | Chiara Marenco      | Sampdoria          | definitivo |
| D        | Melissa Nozzi       | Napoli             | definitivo |
| C        | Shino Kunisawa      | Nagano Parceiro    | definitivo |
| A        | Giorgia Berveglieri | Juventus Primavera | definitivo |

### Sessione invernale
| Acquisti | Acquisti         | Acquisti        | Acquisti    |
| R.       | Nome             | da              | Modalità    |
| -------- | ---------------- | --------------- | ----------- |
| D        | Chiara Marenco   | Sampdoria       | in prestito |
| A        | Flavia Fancellu  | ChievoVerona FM | in prestito |
| A        | Melanie Kuenrath | Napoli          | definitivo  |

| Cessioni | Cessioni | Cessioni | Cessioni |
| R.       | Nome     | a        | Modalità |
| -------- | -------- | -------- | -------- |
|          |          |          |          |

## Risultati

### Serie B

#### Girone di andata
| Arbitro: | Lupinski (Albano Laziale) |

|                        |           |               |
| Bassano 26’ Gnisci 74’ | Marcatori | 54’ Accornero |

| Arbitro: | Eremitaggio (Ancona) |

|                           |           |                                   |
| Quazzico 37’ Pecchini 86’ | Marcatori | 53’ Tamburini 66’ (rig.) Barbieri |

| Arbitro: | Bonci (Pesaro) |

|                                          |           |               |
| Tamburini 36’ Barbieri 60’ Bolognini 87’ | Marcatori | 49’ Scarpelli |

| Arbitro: | Liotta (Castellammare di Stabia) |

|                                                        |           |  |
| Chatzīnikolaou 54’ Visentin 63’ (rig.) Fuhlendorff 90’ | Marcatori |  |

| Arbitro: | Castelli (Ascoli Piceno) |

|                            |           |                           |
| Brambilla 9’ Tamburini 20’ | Marcatori | 34’ Hjohlman 76’ Pasquali |

| Arbitro: | Zini (Udine) |

|                                     |           |              |
| Pizzolato 6’ Ferin 31’ Kongoulī 51’ | Marcatori | 63’ Barbieri |

| Arbitro: | Salvatori (Macerata) |

|               |           |  |
| Marengoni 48’ | Marcatori |  |

| Arbitro: | Costa (Busto Arsizio) |

|  |           |                                                |
|  | Marcatori | 23’ Marengoni 34’ Ladu 41’ Barbieri 90+3’ Zito |

| Arbitro: | Catanzaro (Catanzaro) |

|             |           |                    |
| Montalti 9’ | Marcatori | 8’ Zanni 18’ Galli |

| Arbitro: | Gasperotti (Rovereto) |

|                                   |           |                                                |
| De Matteis 50’ (rig.) Iacuzzi 86’ | Marcatori | 14’, 47’ Menín 34’ Bolognini 67’, 78’ Barbieri |

| Arbitro: | Grieco (Ascoli Piceno) |

|                |           |           |
| Bertolotti 60’ | Marcatori | 82’ Gomes |

| Arbitro: | Esposito (Ercolano) |

|                     |           |                                |
| Bielak 35’ Rosa 41’ | Marcatori | 7’, 26’ Baldini 11’, 40’ Menín |

| Arbitro: | Nigro (Prato) |

|  |           |                    |
|  | Marcatori | 60’ (rig.) Ferrato |

| Arbitro: | Esposito (Napoli) |

|                         |           |               |
| Jørgensen 64’ Bargi 78’ | Marcatori | 72’ Brambilla |

| Arbitro: | Mazzoni (Prato) |

|                               |           |                                                                   |
| Lombardo 40’ (aut.) Menín 51’ | Marcatori | 12’ (aut.) Olivieri 25’ Spyridonidou 65’ Fusar Poli 69’ Massimino |

#### Girone di ritorno
| Arbitro: | Migliorini (Verona) |

|                                       |           |                              |
| Brambilla 60’ Menín 64’ Tamburini 87’ | Marcatori | 59’ Zazzera 90+1’ Pirriatore |

| Arbitro: | Raineri (Como) |

|                  |           |  |
| Rognoni 40’, 55’ | Marcatori |  |

| Arbitro: | Cipolloni (Foligno) |

|                                                    |           |                                          |
| Mariani 50’ Larenza 57’ (aut.) Olivieri 81’ (aut.) | Marcatori | 44’ (rig.), 72’ Barbieri 79’ Micciarelli |

| Arbitro: | Migliorini (Verona) |

|                |           |                               |
| Bertolotti 60’ | Marcatori | 31’, 73’ Moraca 70’ Castiello |

| Arbitro: | El Amil (Nichelino) |

|                         |           |             |
| Fracas 19’ Brayda 90+3’ | Marcatori | 23’ Baldini |

| Arbitro: | Aldi (Lanciano) |

|                       |           |                                 |
| Barbieri 90+4’ (rig.) | Marcatori | 37’ Kongoulī 52’ (rig.) Ambrosi |

| Arbitro: | Striamo (Salerno) |

|  |           |              |
|  | Marcatori | 7’ Tamburini |

| Arbitro: | Caruso (Viterbo) |

|                     |           |  |
| Barbieri 59’ (rig.) | Marcatori |  |

| Arbitro: | Tomasi (Lecce) |

|                          |           |               |
| Zanni 13’ Porcarelli 45’ | Marcatori | 10’ Accornero |

| Arbitro: | Ursini (Pescara) |

|              |           |             |
| Barbieri 13’ | Marcatori | 80’ Iacuzzi |

| Arbitro: | Tomasi (Lecce) |

|           |           |  |
| Gomes 23’ | Marcatori |  |

| Arbitro: | Boiani (Pesaro) |

|                           |           |                    |
| Barbieri 59’ Fancellu 66’ | Marcatori | 58’ (rig.) Fuganti |

| Arbitro: | Radovanovic (Maniago) |

|                           |           |              |
| Buonamassa 52’ Willis 83’ | Marcatori | 89’ Barbieri |

| Arbitro: | Dini (Città di Castello) |

|              |           |                                                         |
| Barbieri 12’ | Marcatori | 40’ Hellström 50’ Monetini 56’ (rig.) Bargi 87’ Campora |

| Arbitro: | Petrov (Roma 1) |

|                                   |           |              |
| Spyridonidou 28’, 78’ Pacioni 70’ | Marcatori | 63’ Barbieri |

### Coppa Italia
| Arbitro: | Picardi (Viareggio) |

|                                     |           |                                                    |
| Burbassi 45+1’ Gardel 62’ Raggi 75’ | Marcatori | 28’, 54’ Papaleo 36’ (rig.) Barbieri 68’ Marengoni |

| Arbitro: | Zoppi (Firenze) |

|  |           |                             |
|  | Marcatori | 27’ Pisani 69’ Baldi 80’ Re |

## Statistiche

### Statistiche di squadra
| Competizione | Punti | In casa | In casa | In casa | In casa | In casa | In casa | In trasferta | In trasferta | In trasferta | In trasferta | In trasferta | In trasferta | Totale | Totale | Totale | Totale | Totale | Totale | DR  |
| Competizione | Punti | G       | V       | N       | P       | Gf      | Gs      | G            | V            | N            | P            | Gf           | Gs           | G      | V      | N      | P      | Gf     | Gs     | DR  |
| ------------ | ----- | ------- | ------- | ------- | ------- | ------- | ------- | ------------ | ------------ | ------------ | ------------ | ------------ | ------------ | ------ | ------ | ------ | ------ | ------ | ------ | --- |
| Serie B      | 32    | 15      | 5       | 4       | 6       | 21      | 26      | 15           | 4            | 1            | 10           | 24           | 29           | 30     | 9      | 5      | 16     | 45     | 55     | -10 |
| Coppa Italia | -     | 1       | 0       | 0       | 1       | 0       | 3       | 1            | 1            | 0            | 0            | 4            | 3            | 2      | 1      | 0      | 1      | 4      | 6      | -2  |
| Totale       | -     | 16      | 5       | 4       | 7       | 21      | 29      | 16           | 5            | 1            | 10           | 28           | 32           | 32     | 10     | 5      | 17     | 49     | 61     | -12 |

### Andamento in campionato
| Giornata  | 1  | 2  | 3 | 4 | 5  | 6  | 7 | 8 | 9 | 10 | 11 | 12 | 13 | 14 | 15 | 16 | 17 | 18 | 19 | 20 | 21 | 22 | 23 | 24 | 25 | 26 | 27 | 28 | 29 | 30 |
| --------- | -- | -- | - | - | -- | -- | - | - | - | -- | -- | -- | -- | -- | -- | -- | -- | -- | -- | -- | -- | -- | -- | -- | -- | -- | -- | -- | -- | -- |
| Luogo     | T  | C  | C | T | C  | T  | C | T | C | T  | C  | T  | C  | T  | C  | C  | T  | T  | C  | T  | C  | T  | C  | T  | C  | T  | C  | T  | C  | T  |
| Risultato | P  | N  | V | P | N  | P  | V | V | P | V  | N  | V  | P  | P  | P  | V  | P  | N  | P  | P  | P  | V  | V  | P  | N  | P  | V  | P  | P  | P  |
| Posizione | 10 | 12 | 7 | 8 | 11 | 11 | 9 | 7 | 8 | 7  | 7  | 7  | 9  | 9  | 10 | 9  | 9  | 9  | 9  | 10 | 11 | 9  | 9  | 10 | 9  | 9  | 9  | 10 | 10 | 10 |

Legenda:

Luogo: C = Casa; T = Trasferta. Risultato: V = Vittoria; N = Pareggio; P = Sconfitta.

### Statistiche delle giocatrici
| Giocatore      | Serie B  | Serie B | Serie B     | Serie B    | Coppa Italia | Coppa Italia | Coppa Italia | Coppa Italia | Totale   | Totale | Totale      | Totale     |
| Giocatore      | Presenze | Reti    | Ammonizioni | Espulsioni | Presenze     | Reti         | Ammonizioni  | Espulsioni   | Presenze | Reti   | Ammonizioni | Espulsioni |
| -------------- | -------- | ------- | ----------- | ---------- | ------------ | ------------ | ------------ | ------------ | -------- | ------ | ----------- | ---------- |
| Z. Abouziane   | 7        | 0       | 0           | 0          | 1            | 0            | 0            | 0            | 8        | 0      | 0           | 0          |
| A. Accornero   | 16       | 2       | 0           | 0          | 2            | 0            | 0            | 0            | 18       | 2      | 0           | 0          |
| M. Amaduzzi    | 3        | 0       | 0           | 0          | 0            | 0            | 0            | 0            | 3        | 0      | 0           | 0          |
| G. Baldini     | 17       | 3       | 3           | 0          | 1            | 0            | 0            | 0            | 18       | 3      | 3           | 0          |
| R. Barbieri    | 28       | 15      | 2           | 0          | 2            | 1            | 1            | 0            | 30       | 16     | 3           | 0          |
| G. Bertolotti  | 30       | 1       | 3           | 0          | 2            | 0            | 0            | 0            | 32       | 1      | 3           | 0          |
| G. Bolognini   | 23       | 2       | 0           | 0          | 1            | 0            | 0            | 0            | 24       | 2      | 0           | 0          |
| B. Bonora      | -        | -       | -           | -          | -            | -            | -            | -            | -        | -      | -           | -          |
| V. Brambilla   | 29       | 3       | 5           | 0          | 2            | 0            | 0            | 0            | 31       | 3      | 5           | 0          |
| F. Desiati     | -        | -       | -           | -          | 0            | 0            | 0            | 0            | 0        | 0      | 0           | 0          |
| F. Fancellu    | 9        | 1       | 0           | 0          | 1            | 0            | 0            | 0            | 10       | 1      | 0           | 0          |
| V. Gallina     | 16       | 0       | 2           | 0          | 1            | 0            | 0            | 0            | 17       | 0      | 2           | 0          |
| S. Giuliani    | 2        | 0       | 0           | 0          | 0            | 0            | 0            | 0            | 2        | 0      | 0           | 0          |
| M.G. Ladu      | 29       | 1       | 3           | 0          | 1            | 0            | 0            | 0            | 30       | 1      | 3           | 0          |
| R. Larenza     | 21       | 0       | 2           | 0          | 1            | 0            | 0            | 0            | 22       | 0      | 2           | 0          |
| C. Marenco     | 8        | 0       | 1           | 0          | -            | -            | -            | -            | 8        | 0      | 1           | 0          |
| A. Marengoni   | 24       | 2       | 0           | 0          | 1            | 1            | 0            | 0            | 25       | 3      | 0           | 0          |
| Y.S. Menin     | 24       | 6       | 3           | 0          | 1            | 0            | 0            | 0            | 25       | 6      | 3           | 0          |
| N. Micciarelli | 28       | 1       | 5           | 0          | 2            | 0            | 1            | 0            | 30       | 1      | 6           | 0          |
| G. Montalti    | 14       | 1       | 0           | 0          | 2            | 0            | 0            | 0            | 16       | 1      | 0           | 0          |
| F. Montanari   | 11       | -21     | 0           | 0          | 1            | -3           | 0            | 0            | 12       | -24    | 0           | 0          |
| F. Olivieri    | 19       | -31     | 1           | 0          | 1            | -3           | 0            | 0            | 20       | -34    | 1           | 0          |
| F. Papaleo     | 16       | 0       | 1           | 0          | 1            | 2            | 0            | 0            | 17       | 2      | 1           | 0          |
| E. Petralia    | -        | -       | -           | -          | -            | -            | -            | -            | -        | -      | -           | -          |
| S. Pirini      | 6        | 0       | 0           | 0          | 1            | 0            | 0            | 0            | 7        | 0      | 0           | 0          |
| E. Prinzivalli | 18       | 0       | 1           | 1          | 1            | 0            | 0            | 0            | 19       | 0      | 1           | 1          |
| M. Tamburini   | 29       | 5       | 1           | 0          | 2            | 0            | 0            | 0            | 31       | 5      | 1           | 0          |
| S. Zito        | 25       | 1       | 4           | 0          | 1            | 0            | 0            | 0            | 26       | 1      | 4           | 0          |